# Bezannes
Bezannes is een gemeente in het Franse departement Marne (regio Grand Est). De plaats maakt deel uit van het arrondissement Reims. Bezannes telde op 1 januari 2022 4.456 inwoners.

## Geografie
De oppervlakte van Bezannes bedroeg op 1 januari 2022 8,01 vierkante kilometer; de bevolkingsdichtheid was toen 556,3 inwoners per km². In de gemeente ligt het Station Champagne-Ardenne TGV aan de LGV Est. Tramlijn B van de tram van Reims heeft zijn eindstation vlak bij dit TGV-station.

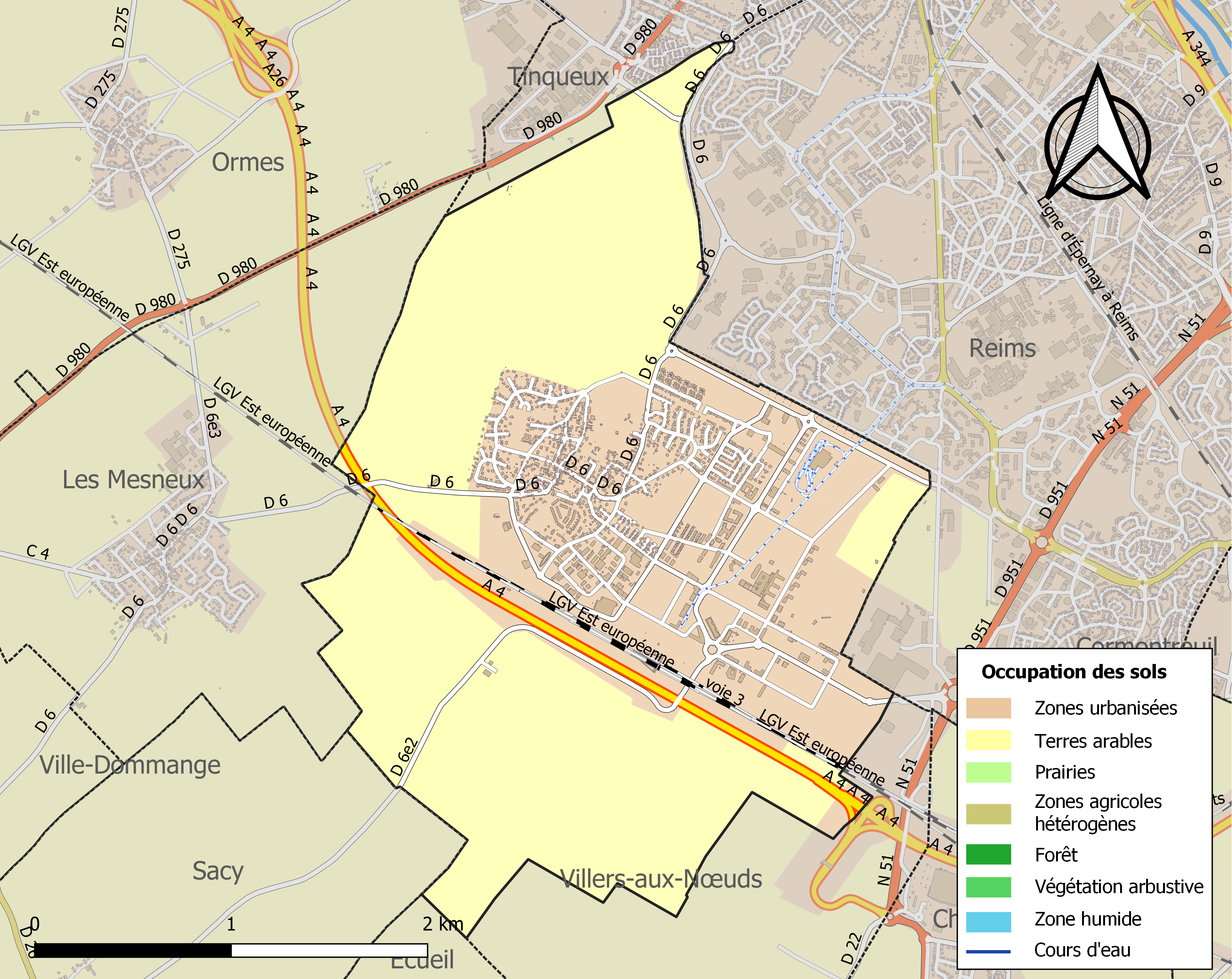
Kaart van de gemeente met de belangrijkste infrastructuur, bodemgebruik en omliggende gemeenten

## Demografie
Onderstaande figuur toont het verloop van het inwonertal (bron: INSEE-tellingen).